# 3167 Babcock
A 3167 Babcock (ideiglenes jelöléssel 1955 RS) a Naprendszer kisbolygóövében található aszteroida. Indianai Egyetem fedezte fel 1955. szeptember 13-án.